# Звезде су очи ратника
Звезде су очи ратника је југословенски филм из 1972. године. Ратна прича прати судбину мештана из српског села за време Другог светског рата. Филм је сниман по сценарију и режији Бранимира Јанковића и премијерно је приказан 16. марта 1972.

## Радња
Деца из једног српског села су за време Другог светског рата хтела да постану звезде. Наиме, према веровању старих ратника, кад ратник погине, роди се звезда, кад погине чета - сазвежђе! Сељаци се колебају око тога да давањем потписа спасу учитеља од стрељања. Потписе за свог учитеља стављају ђаци. Немци долазе по потписнике, а стари ратници изврше замену и уместо деце они одлазе у смрт.

## Улоге
| Глумац                    | Улога              |
| ------------------------- | ------------------ |
| Адем Чејван               | Србислав Вулетић   |
| Мира Ступица              | Нана               |
| Велимир Бата Живојиновић  | Учитељ Младен      |
| Драгомир Фелба            | Бошко              |
| Раде Шербеџија            | Учитељ Раде        |
| Љубомир Убавкић Пендула   | Лазар Попадић      |
| Васа Пантелић             | Свештеник          |
| Јанез Врховец             | Немачки официр     |
| Милош Кандић              | каменорезац Бориша |
| Бранислав Цига Миленковић | Марко              |
| Мирко Бабић               | Јован Ж. Крстић    |
| Растислав Јовић           | Немачки војник     |
| Љиљанa Јовановић          | Сељанка            |
| Гизелa Вуковић            | Сељанка            |
| Буда Јеремић              |                    |
| Љуба Ковачевић            |                    |
| Славко Замола             |                    |
| Никола Јурин              |                    |
| Славица Ђилас             |                    |